# Musse Pigg flyttar
Musse Pigg flyttar (engelska: Moving Day) är en amerikansk animerad kortfilm med Musse Pigg från 1936.

## Handling
Musse Pigg och Kalle Anka är försenade med sin hyra, och sheriffen Svarte Petter är förberedd på att vräka dem och att sälja både deras hem och deras tillhörande saker. Långben kommer förbi för att hjälpa till med flytten innan försäljningen hinner äga rum.

## Om filmen
Filmen är den 85:e Musse Pigg-kortfilmen som producerades och den sjätte som lanserades år 1936.

### Svenska utgivningar
Filmen hade svensk premiär den 3 maj 1937 på biografen Spegeln i Stockholm. och gick då under titeln Musse Pigg flyttar. Alternativa titlar till filmen är Kalle Anka flyttar, Långben i flyttningstagen och Flyttdagen, varav den sistnämnda är den titel som användes när filmen släpptes på svensk DVD.
Filmen har givits ut på VHS och DVD och finns dubbad till svenska.

## Rollista
- Walt Disney – Musse Pigg
- Clarence Nash – Kalle Anka
- Pinto Colvig – Långben
- Billy Bletcher – Svarte Petter[8]